# Wilhelm Beskow
Wilhelm Bernhard Beskow, född den 13 november 1841 i Stockholm, död där den 17 april 1915, var en svensk ämbetsman. Han var brorson till Bernhard von Beskow, kusin till Fritz och Gustaf Emanuel Beskow samt far till Gunnar och August Beskow.
Beskow blev student vid Uppsala universitet 1861 och avlade kansliexamen där 1863. Han blev extra ordinarie kanslist i Ecklesiastikdepartementet sistnämnda år, assistent på departementets folkskolebyrå 1868, tillförordnad kanslisekreterare i departementet 1877 och ordinarie 1878. Beskow var kansliråd och byråchef där 1889–1906. Han utgav folkskolematriklar samt flera handböcker i kyrkolagfarenhet. Beskow blev riddare av Vasaorden 1886 och kommendör av andra klassen av Nordstjärneorden 1902. Han vilar på Solna kyrkogård.